# Paedophryne kathismaphlox
Paedophryne kathismaphlox is een kikkersoort uit de familie smalbekkikkers (Microhylidae).
De soort is alleen bekend uit Papoea-Nieuw-Guinea. Paedophryne kathismaphlox is voor het eerst wetenschappelijk beschreven door Fred Kraus in 2010. Het is de typesoort van het geslacht Paedophryne
Het wijfje van dit kikkertje wordt 10,4 tot 10,9 millimeter lang, het mannetje ongeveer 10,1 millimeter. De bovenzijde van de kikker is donkerbruin, aan de onderzijde heeft hij strokleurige vlekjes. Voorts heeft hij een contrasterende oranje vlek onder de anus.